# National Entertainment Collectibles Association
La National Entertainment Collectibles Association (o NECA) è un'azienda di giocattoli statunitense, specializzata in oggetti da collezione, tipicamente riferiti a film, videogame, sport, musica e personaggi famosi in genere. La società è stata fondata nel 1996 e vanta oltre 60 titoli per i quali produce prodotti.
Nel 2002, venne costituita la NECA's Reel Toys, per la produzione di action figure e bambole, entrambe destinate a ragazzi e adulti per il collezionismo.
Il 14 settembre 2009, la società ha annunciato ufficialmente l'acquisizione della WizKids.

## Licenze produttive (attuali e passate)
- "Weird Al" Yankovic
- 9
- 300
- A Christmas Story
- AC/DC
- Ace Ventura - L'acchiappanimali
- Adventure Time
- Alien
- Aliens
- Alien 3
  - Alien 3 (NES)
- Alien: Covenant
- Alien: Isolation
- Aliens: Fireteam Elite
- Alien Resurrection
- Alien vs. Predator (2004)
- Aliens vs. Predator: Requiem
- Alien vs. Predator (arcade game)
- A Nightmare on Elm Street (1984)
  - A Nightmare on Elm Street (NES)
- A Nightmare on Elm Street 2: Freddy's Revenge
- A Nightmare on Elm Street 3: Dream Warriors
- A Nightmare on Elm Street 4: The Dream Master
- A Nightmare on Elm Street 5: The Dream Child
- A Nightmare on Elm Street (2010)
- American Gods
- American Psycho
- Army of Darkness
- Army of Two
- Arrow
- Ash vs Evil Dead
- Assassin's Creed
- Assassin's Creed II
- Assassin's Creed: Brotherhood
- Assassin's Creed: Revelations
- The Avengers
- Avengers: Age of Ultron
- Avengers: Infinity War
- Back to the Future
- Back to the Future Part II
- Back to the Future Part III
- Batman (1966)
- Batman (1989)
  - Batman (NES)
- Batman: Arkham City
- Batman Begins
- Batman Returns
- Batman v Superman: Dawn of Justice
- The Joker (The Dark Knight)
- Beetlejuice
- Bill & Ted
- BioShock 2
- BioShock Infinite
- Blade Runner 2049
- Bob Marley
- Bob Ross
- The Boondock Saints
- Borderlands
- The Boys
- Bride of Chucky
- Bubba Ho-Tep
- Bulletstorm
- Candyman: Farewell to the Flesh
- Captain America: Civil War
- Carrie
- La casa dei 1000 corpi
- Castlevania
- Charmed
- Chia Pet
- Child's Play
- Child's Play 2
- Child's Play 3
- The Chronicles of Narnia
- Clash of the Titans (2010)
- Commando (1985)
- Conan the Barbarian (1982)
- Contra
- Coraline
- Crash Bandicoot
- Creature from the Black Lagoon
- Creed
- Creed II
- Creepshow
- Cult of Chucky
- Curse of Chucky
- Il corvo - The Crow
- DC Comics
- Dante's Inferno
- Daredevil
- The Dark Crystal
- The Dark Knight
- The Dark Knight Rises
- Dawn of the Dead (1978)
- Dawn of the Planet of the Apes
- Deadpool
- Dead Space (franchise)
- Death Proof
- The Devil's Backbone
- Devil May Cry
- The Devil's Rejects
- Devo
- Die Hard
- Divergent
- Django Unchained
- Doctor Strange
- Donnie Darko
- Dota 2
- Dracula (1931)
- Duke Nukem Forever
- E.T. the Extra-Terrestrial
- Escape from New York
- Elf
- Elvira
- Elvis Presley
- The Evil Dead
- Evil Dead II
- The Exorcist
- Five Nights at Freddy's
- The Fog
- Frankenstein (1931)
- Freddie Mercury
- Freddy's Dead: The Final Nightmare
- Freddy vs. Jason (2003)
- Friday the 13th
  - Friday the 13th (NES)
- Friday the 13th (2009)
- Gargoyles
- Ghostbusters
- Ghostbusters II
- Gears of War
- Gears of War 2
- Gears of War 3
- Godzilla II - King of the Monsters
- God of War (2005)
- God of War II
- God of War III
- God of War (2018)
- The Golden Girls
- Green Day
- Gremlins
- Gremlins 2: The New Batch
- Grindhouse
- Guardians of the Galaxy
- Guardians of the Galaxy Vol. 2
- Half-Life 2
- Halo
- Halloween (franchise)
- Harry Potter
- The Hateful Eight
- Hatchet
- Hellraiser
- Heroes of the Storm
- Highlander
- The Hitchhiker's Guide to the Galaxy
- Home Alone
- The Hobbit
- Hulk
- The Hunger Games
- The Hunger Games: Catching Fire
- Iggy Pop
- Insane Clown Posse
- Interstellar
- It (1990)
- It (2017)
- Iron Maiden
- Iron Man 3
- Jason Goes to Hell: The Final Friday
- Jason X
- Lo squalo
- Jeff Dunham
- Jimmy Page
- John Lennon
- Johnny Ramone
- Joey Ramone
- Jonah Hex
- Justice League
- The Karate Kid
- Kick-Ass 2
- Kill Bill
- Kill Bill 2
- King Features Syndicate
- King Kong
- Kurt Cobain
- Il labirinto del fauno
- Labyrinth
- Leatherface: The Texas Chainsaw Massacre III
- Left 4 Dead
- Left 4 Dead 2
- LittleBigPlanet
- The Lone Ranger (2013)
- The Lord of the Rings
- Un lupo mannaro americano a Londra
- Machete
- Machete Kills
- Man of Steel
- Masters of the Universe
- Marvel Comics
- Men in Black II
- Misfits
- Mothra vs. Godzilla
- Muhammad Ali
- My Bloody Valentine
- National Lampoon's Christmas Vacation
- Night of the Demons
- The Nightmare Before Christmas
- Ninja Gaiden II
- Overwatch
- Pacific Rim
- Pee-wee's Playhouse
- Pirati dei Caraibi
- Phantasm
- Planet of the Apes
- Planet Terror
- Portal 2
- Preacher
- Predator
  - Predator (NES game)
- Predator 2
- Predators
- The Predator
- The Princess Bride
- Prototype
- Prometheus
- Pulp Fiction
- Puppet Master - Il burattinaio
- Quentin Tarantino
- Ragazzi perduti
- Rambo
- Rambo: First Blood Part II
  - Rambo (NES)
- Re-Animator
- Reservoir Dogs
- Resident Evil
- Resident Evil 4
- Resident Evil 5
- The Return of Godzilla
- Robert Rodriguez
- RoboCop
  - RoboCop (NES game)
- RoboCop 3
- RoboCop Vs The Terminator
- RoboCop Vs Terminator
- Rocky
  - Rocky (NES)
- Rocky II
- Rocky III
- Rocky IV
- The Rocky Horror Picture Show
- Scarface
- Saw
- Scream 4
- Seed of Chucky
- The Shape of Water
- Shaun of the Dead
- Shin Godzilla
- The Silence of the Lambs
- Silent Night, Deadly Night
- The Simpsons
- Sin City (film)
- Spider-Man: Homecoming
- Splinter Cell: Conviction
- Star Trek
- Street Fighter
- Street Fighter IV
- Suicide Squad
- Superman: The Movie
- Sweeney Todd: The Demon Barber of Fleet Street (film 2007)
- Team Fortress 2
- Teenage Mutant Ninja Turtles
- Terminator
- Terminator 2: Judgment Day
  - Terminator 2: Judgment Day (NES game)
- Terminator 3: Rise of the Machines
- Terminator: Dark Fate
- Terminator Genisys
- Terminator Salvation
- The Texas Chain Saw Massacre
  - The Texas Chain Saw Massacre (Atari game)
- The Texas Chainsaw Massacre 2
- The Texas Chainsaw Massacre (2003)
- The Texas Chainsaw Massacre: The Beginning
- The Thing
- They Live
- Thor: The Dark World
- Tomb Raider (franchise)
- Trick 'r Treat
- Twilight
- The Twilight Saga: Eclipse
- The Twilight Saga: New Moon
- Uncharted 4: A Thief's End
- Universal Classic Monsters
- Up in Smoke
- Usagi Yojimbo
- V for Vendetta
- Valerian and the City of a Thousand Planets
- Venom
- The Walking Dead
- Watchmen
- Wes Craven's New Nightmare
- The Wolf Man (1941)
- Wonder Woman
- The Year Without a Santa Claus
- Yu-Gi-Oh!